# Cinta Raya
Cinta Raya is een bestuurslaag in het regentschap Ogan Komering Ilir van de provincie Zuid-Sumatra, Indonesië. Cinta Raya telt 3767 inwoners (volkstelling 2010).